# 放漫経営
放漫経営（ほうまんけいえい）とは、会社の使用者、投資家側が会社を運営・管理する能力が無い、会社を私物化する等により、企業経営を混乱させること。企業倒産の原因として上位に上げられることが多い。

## 概要
一般的な傾向として、好景気時には資金の融通が容易になるため放漫経営が表面化しづらく、不況時になると一転して放漫経営が表面化し、倒産や破産が増加する。
途上国においては経営学、会計学、経済学などに無知な素人が独力で起業することが多く、放漫経営となりやすい素地が存在するが、こうした要素は学歴社会の後退や経営責任の分散化が進むにつれ減少して行く。